# Эстасан (Риу-Гранди-ду-Сул)
Эстасан (порт. Estação) — муниципалитет в Бразилии, входит в штат Риу-Гранди-ду-Сул. Составная часть мезорегиона Северо-запад штата Риу-Гранди-ду-Сул. Входит в экономико-статистический микрорегион Эрешин. Население составляет 6743 человека на 2006 год. Занимает площадь 100,266 км². Плотность населения — 67,3 чел./км².
Праздник города — 21 апреля.

## История
Город основан 21 апреля 1988 года.

## Статистика
- Валовой внутренний продукт на 2003 составляет 96.234.419,00 реалов (данные: Бразильский институт географии и статистики).
- Валовой внутренний продукт на душу населения на 2003 составляет 14.789,37 реалов (данные: Бразильский институт географии и статистики).
- Индекс развития человеческого потенциала на 2000 составляет 0,806 (данные: Программа развития ООН).

## География
Климат местности: субтропический.